# Col·lectiu Ronda
El Col·lectiu Ronda és una cooperativa que aplega un centenar d'advocats i advocades que es dedica a l'assessoria jurídica, laboral, fiscal, econòmica i social en pro de la justícia global. Els seus àmbits d'actuació i pràctica jurídica són aquells referents al treball, la salut, l'economia personal, les cooperatives i entitats d'economia social, les relacions amb l'administració, l'habitatge i entorn i el dret penal.

## Història
El naixement del Col·lectiu Ronda es remunta a finals dels anys 1970. Els seus impulsors van ser un grup d'advocats laboralistes que es van proposar obrir un despatx des del qual defensar els drets de la classe treballadora i de les víctimes del franquisme. Els fundadors van ser vuit persones advocades i vuit persones més com a personal de secretaria.
El maig de 2024, el Sindicat de Llogateres i el Col·lectiu Ronda van presentar una demanda conjunta contra les clàusules abusives en els contractes de lloguer protegit de La Caixa en què es reclamava la nul·litat d'aquestes condicions i assentar un precedent per a arrendaments futurs. La demanda incloïa un total de 37 promocions d'habitatges construïdes entre 2002 i 2012 sota règim de protecció oficial, impulsades o adquirides per l'Obra Social la Caixa i que llavors pertanyien a Immo Critèria, que estan ubicades a 27 municipis del territori català.